# Agarwal Mandi
Agarwal Mandi é uma vila e uma nagar panchayat no distrito de Baghpat, no estado indiano de Uttar Pradesh.

## Demografia
Segundo o censo de 2001, Agarwal Mandi tinha uma população de 12,398 habitantes. Os indivíduos do sexo masculino constituem 53% da população e os do sexo feminino 47%. Agarwal Mandi tem uma taxa de literacia de 69%, superior à média nacional de 59.5%; com 60% para o sexo masculino e 40% para o sexo feminino. 15% da população está abaixo dos 6 anos de idade.